# Tschekelnock
Tschekelnock är ett berg i Österrike. Det ligger i distriktet Hermagor och förbundslandet Kärnten, i den centrala delen av landet, 280 km sydväst om huvudstaden Wien. Toppen på Tschekelnock är 1 892 meter över havet, eller 487 meter över den omgivande terrängen. Bredden vid basen är 3,1 km.
Terrängen runt Tschekelnock är kuperad åt nordväst, men åt sydost är den bergig. Närmaste större samhälle är Paternion, 9,9 km nordost om Tschekelnock. 
I omgivningarna runt Tschekelnock växer i huvudsak blandskog. Runt Tschekelnock är det ganska glesbefolkat, med 48 invånare per kvadratkilometer.